# (33593) 1999 JT47
1999 JT47 (asteroide 33593) é um asteroide da cintura principal. Possui uma excentricidade de 0.07171230 e uma inclinação de 10.09913º.
Este asteroide foi descoberto no dia 10 de maio de 1999 por LINEAR em Socorro.